# Parti Nóra
Parti Nóra (Püspökladány, 1974. szeptember 12. –) magyar színésznő.

## Életpályája
1991–1993 között az Arany János Színház stúdiójának tagja volt. 1993–1997 között a Független Színpad színművésze volt. 1997–1998 között a Merlin Színház tagja volt. Közben Szarvason pedagógiai főiskolára járt, Egerben pedig elektronikus újságírást tanult. 1998-ban alapító tagja a Junion Csoportnak. 2000-től a Maladype – Találkozások Színházának tagja lett. 2006–2014 között a Bárka Színház művésze volt. 2014 óta szabadúszó.

## Magánélete
Férje, Marton Róbert (1977–) színművész, gyermekeik: Regő és Matilda. A házasságkötésre 2013. július 12-én a Kőszegi Várszínház Carlo Goldoni: A kávéház bemutatója után került sor.

## Színházi szerepei
A Színházi adattárban regisztrált bemutatói időrendi sorrendben.
- Karel Čapek - Josef Čapek: A végzetes szerelem játéka... Zerbine (Független Színpad)
- William Shakespeare: Rómeó és Júlia... Júlia (Kor Társulat - Budapesti Kamaraszínház a Józsefvárosban)
- Jordán Tamás: Megadom, és... (Merlin Színház)
- Békeffi István: A régi nyár (Szegedi Nemzeti Színház)
- Móricz Zsigmond: Úri muri... Rozika (Merlin Színház)
- Ion Luca Caragiale: Café Junion... Zita (Junion Csoport − Merlin Színház kamaraterem)
- Zalán Tibor: Hetvenhét... Vasvirág (Merlin Színház)
- Anton Pavlovics Csehov: Cseresznyéskert... Ánya, Ranyevszkaja leánya (Bárka Színház)
- Federico García Lorca: Don Perlimplín és Belisa szerelme a kertben (Színház- és Filmművészeti Főiskola - Ódry Színpad)
- Sławomir Mrożek: Fiatalság bolondság... Ala (Merlin Színház)
- Frank Wedekind: A tavasz ébredése... Zierschnitz Thea Vígszínház − Pesti Színház)
- Thuróczy Katalin: Pastorale... Cora (Kőszegi Várszínház)
- Szophoklész árnya... Nő (Merlin Színház)
- Roman Sikora: Takarodj, Antigoné!... Isméné (Mu Színház)
- Weöres Sándor: Psyché... Psyché (R.S.9. Színház)
- Füst Milán: Máli néni... Egy másik Margit (Radnóti Miklós Színház)
- Arthur Miller: Megszállottak... Börge Herdál (Krétakör Színház − Thália Régi Stúdió)
- Mélyen tisztelt szekrény! (Merlin Színház)
- Federico García Lorca: Vérnász... Menyasszony (Maladype Színház)
- Dosztojevszkij: Jámbor teremtés... Lukerja (Zugszínház)
- Gerhart Hauptmann: Patkányok... Alice Rütterbusch, színésznő (Radnóti Miklós Színház)
- Keleti András: A jó pálinka itassa magát... Veronika (Junion csoport)
- William Shakespeare: Rómeó és Júlia... Júlia (Jászai Mari Színház, Népház)
- Molnár Ferenc: Az üvegcipő... Viola (Jászai Mari Színház, Népház)
- Paul Pörtner: Hajmeresztő... Barbara DeMarco, gyanúsított (Jászai Mari Színház, Népház)
- Michel de Ghelderode: Bolondok iskolája (Maladype Társulat − Szkéné Színház)
- Eugène Ionesco: Jacques vagy a behódolás... Jacqueline (Maladype Társulat)
- William Shakespeare: Othello... Desdemona (Jászai Mari Színház, Népház)
- Dévajságok Magyarhonban... Ésanagyasszony (Szentendrei Teátrum)
- Bohumil Hrabal: Táncórák idősebbeknek... Pincérnő (Európai Reneszánsz Tisztelői Társulat)
- John Osborne: Dühöngő (Fantom Csoport - Merlin Színház, Kamaraterem)
- Kiss Csaba: Esti próba - Zampano és Gelsomina... A színészlány (Győri Nemzeti Színház)
- Georg Büchner: Woyzeck... Marie (Budapesti Kamaraszínház-Ericsson Stúdió)
- Wándza Mihály: Zőld Martzi (Junion csoport)
- Friedrich Dürrenmatt: A fizikusok... Monika nővér (Pinceszínház)
- Jean Genet: Négerek... Erény (Bárka Színház)
- Menszátor Héresz Attila: Bangkoki punkok... Solangelia (Fantom Csoport - Merlin Kamaraterem)
- George Bernard Shaw: Szent Johanna... Johanna (Győri Nemzeti Színház)
- Dobay Dezső: A röpülés boldogsága (R.S.9. Stúdiószínház)
- Vajdai Vilmos: Pipora – a zárt világ (Aranytíz Teátrum)
- Friedrich Hölderlin: Empedoklész... Panthea (Bárka Színház)
- William Shakespeare: Hamlet... Ophelia/Fortinbras (Bárka Színház)
- William Shakespeare: Lear király... Cordelia, Lear lánya (Győri Nemzeti Színház)
- Arthur Miller: Pillantás a hídról... Catherine (Győri Nemzeti Színház)
- William Shakespeare: Sok hűhó semmiért... Beatrice (Kőszegi Várszínház)
- Stanisław Wyspiański: Akropolisz... Klió Soltik síremlékéről; Heléna; Lábán felesége; Pásztor (Maladype Színház)
- William Shakespeare: Szentivánéji álom... Heléna (Bárka Színház)
- Peer Krisztián - Paizs Miklós (Sickratman) - Vinnai András: Keresők... Az egyik hang (TÁP Színház)
- Mikszáth Kálmán - Makk Károly - Lőkös Ildikó - Lackfi János: Királyi kaland... Schramm Mária, lenhajú szász özvegyasszony (Kőszegi Várszínház)
- Doug Wright: De Sade pennája... Madeleine Lederc, varrónő; Madame Royer-Collard, a doktor felesége (Bárka Színház)
- William Shakespeare: A makrancos hölgy... Katalin (Kőszegi Várszínház)
- Christian Lollike - Lars von Trier: Dogville... Martha (Bárka Színház)
- Howard Barker: Victory (Győzelem)... Devonshire, Károly szeretője (Bárka Színház)
- Szabó Borbála: A teljes tizedik évad... Kate, a férfias rendőrlány (Bárka Színház)
- Carlo Goldoni: Chioggiai csetepaté... Orsetta (Orsolina), fiatal lány, Libera húga (Kőszegi Várszínház)
- Ödön von Horváth: Vasárnap 16:48... Leni, a Westben dolgozik (Bárka Színház)
- Carlo Goldoni: A kávéház... Vittoria, Eugenio felesége (Kőszegi Várszínház 2013)
- Antony Jay - Jonathan Lynn: Igenis, miniszterelnök úr! (Kultúrbrigád - Átrium Film-Színház 2013)
- Harold Pinter: Az utolsó pohár (Vádli Alkalmi Színházi Társulás - Stúdió K 2014)
- Jerry Herman - Harvey Fierstein - Jean Poiret: Az Örült Nők Kerece (Kultúrbrigád -  Átrium Film-Színház 2014)
- David Lindsay - Abaire: Jó emberek (Centrál Színház 2014)
- Miguel de Cervantes - Parti Nagy Lajos: Don Quijote (Szkéné 2015)
- Anton Pavlovics Csehov: Sirály (Kultúrbrigád 2015)
- Eugène Ionesco: Makbett (Kultúrbrigád 2015)
- Molnár Gusztáv: EztRád (Nézőművészeti Kft. - Szkéné 2016)
- Molnár Ferenc: Egy, kettő, három (Átrium Film-Színház 2016)
- John Updike - Tasnádi István: Az eastwicki boszorkányok (Játékszín 2017)

## Filmjei

### Játékfilmek
- Aranymadár (1999)
- Hippolyt (1999)
- Chacho Rom – Az igazi cigány (1999)
- Meseautó (2000)
- Flakon (2001)
- Emil (2001)
- Ön dönt! (2002)
- Jött egy busz... (2003)
- Nyócker! (2004)
- Magamnak háttal (2005)
- Üvegfal (2005)
- Szőke kóla (2005)
- Forgás (2005)
- RECYCLed/Pro-Reo-Neo (2005)
- Valami szépet (2006)
- Üvegtigris 2. (2006)
- Egy bolond százat csinál (2006)
- Sziréna (2006)
- Boldog új élet (2007)
- Sínjárók (2007)
- Zuhanórepülés (2007)
- Poligamy (2009)
- Cathrine Magánélete (kisjátékf., 2009)
- Nejem, nőm, csajom (2012)
- Login (2013)
- Fekete leves (2013)
- Partizánok (kisjátékf., 2015)
- Brazilok (2016)
- Seveled (2019)

### Tévéfilmek
- Folytassa, Claudia! (2003)
- Gáspár (2004)
- Páratlan történet (2004)
- A két Bolyai – Variációk egy drámára (2006)
- Fekete fehér (2006)

### Sorozatok
- TV a város szélén (1998)
- Gálvölgyi Show (2005)
- Egy rém rendes család Budapesten (2007)
- Társas játék II. évad (2013)
- Válótársak (2015)
- Tóth János (2017–2018)
- Alvilág (2019)
- Jófiúk (2019)
- Drága örökösök (2020)
- A mi kis falunk (2022)
- Tündérkert – Kísértések kora (2023)